# Trochalopteron
Trochalopteron és un gènere d'aus paseriformes de la família dels leiotríquids.

## Taxonomia
Segons el Congrés Ornitològic Internacional, versió 15.1, 2025 aquest gènere està format per 19 espècies:
- Xerraire modest (Trochalopteron subunicolor Blyth, 1843)
- Xerraire d'Austen (Trochalopteron austeni Godwin-Austen, 1870)
- Xerraire alablau (Trochalopteron squamatum Gould, 1835)
- Xerraire barrat (Trochalopteron lineatum Vigors, 1831)
- Xerraire de Bhutan (Trochalopteron imbricatum Blyth, 1843)
- Xerraire ratllat (Trochalopteron virgatum Godwin-Austen, 1874)
- Xerraire variegat (Trochalopteron variegatum Vigors, 1831)
- Xerraire caranegre (Trochalopteron affine Blyth, 1843)
- Xerraire del Morrison (Trochalopteron morrisonianum Ogilvie-Grant, 1906)
- Xerraire d'Enric (Trochalopteron henrici Oustalet, 1892)
- Xerraire d'Elliot (Trochalopteron elliotii Verreaux, J, 1871)
- Xerraire cua-roig (Trochalopteron milnei David, A, 1874)
- Xerraire de Yersin (Trochalopteron yersini Robinson & Kloss, 1919)
- Xerraire de clatell castany (Trochalopteron erythrocephalum Vigors, 1832)
- Xerraire d'Assam (Trochalopteron chrysopterum Gould, 1835)
- Xerraire ala-roig (Trochalopteron formosum Verreaux, J, 1869)
- Xerraire d'orelles argentades (Trochalopteron melanostigma Blyth, 1855)
- Xerraire aladaurat (Trochalopteron ngoclinhense Eames, JC, Trai Trong Le & Nguyen Cu, 1999)
- Xerraire de Malàisia (Trochalopteron peninsulae Sharpe, 1887)